# Kota Bharu
Kota Bharu je hlavní město malajsijského státu Kelantan. Leží v severovýchodní části Malajsijského poloostrova nedaleko řeky Kelantan. V roce 2022 zde žilo 569 tisíc obyvatel. Typické je pro svou unikátní architekturu, a to zejména náboženské stavby. Někdy je označováno jako Kota Baharu, přičemž v překladu název města znamená „nové město“. Založeno bylo na konci 19. století.  
Asi 10 kilometrů od města se nachází oblast zvaná Pantai Sabak, která byla prvním místem, na kterém se vylodila Japonská císařská armáda při invazi do země v rámci druhé světové války. Bitva skončila japonským vítězstvím, ale již v roce 1945 oblast osvobodily spojenecké jednotky. V roce 1991 bylo město vyhlášeno „kulturním městem“, v roce 2005 bylo označeno jako „město islámu“.  
Přibližně 93 % obyvatel vyznává islám, nicméně žijí zde rovněž křesťané, buddhisté a hinduisté. Valná většina obyvatel města hovoří kelantanským dialektem malajštiny, místní čínská menšina pak hovoří také čínsky. Ve městě panuje tropické monzunové podnebí, které nicméně v regionu hraničí s ekvatoriálním podnebím.